# Spoorlijn Erdorf - Igel
De spoorlijn Erdorf - Igel, ook wel Nims-Sauertalbahn, was een niet geëlektrificeerde spoorlijn in Rijnland-Palts tussen Bitburg-Erdorf en Igel. Ze was als spoorlijn 3104 onder beheer van DB Netze.

## Geschiedenis
Tussen de eerste plannen tot de uiteindelijke opening van de spoorlijn zit ongeveer 42 jaar omdat elke gemeente langs de route aangesloten wilde worden. Uiteindelijk is de lijn tussen 1910 en 1915 geopend. Aan het einde van de Tweede Wereldoorlog zijn diverse bruggen en tunnels door de terugtrekkende Duitse Wehrmacht vernield waardoor het tot 1952 duurde voor de spoorlijn weer in gebruik genomen kon worden. Eind zestiger jaren werd het personenverkeer op de lijn stilgelegd en werd de lijn tussen Irrel en Igel gesloten en opgebroken. Vervolgens werd ook het gedeelte tussen Wolsfeld en Irrel in 1988 en tussen Bitburg en Wolsfeld in 1995 voor goederen stilgelegd. Sinds eind 2005 is er helemaal geen regulier verkeer meer op de lijn en vinden er alleen toeristische ritten plaats tussen Erdorf en Bitburg.

## Aansluitingen
In de volgende plaatsen was of is er een aansluiting van de volgende spoorwegmaatschappijen:
Bitburg-Erdorf
DB 2631, spoorlijn tussen Kalscheuren en Ehrang
aansluiting Igel West
DB 3140, spoorlijn tussen Ehrang en Igel grens